# Дом Малороссийского почтамта (Полтава)
Дом Малороссийского почтамта — памятник истории и архитектуры Украины в Полтаве, расположенный в юго-западном секторе Круглой площади между улицами Лидова и Вячеслава Чорновола 2. Памятник архитектуры первой половины XIX века.

## История здания
История Малороссийского почтамта тесно связана с историей развития всей почтовой системы Российской империи. В конце XVIII века в распоряжении Главного почтовых дел управления было создано четыре почтамта: Петербургский, Московский, Малороссийский и Пограничный. Малороссийский почтамт был создан в соответствии с Высочайшего указа о реорганизации Киевской обер-почтмейстерской конторы в почтамт с передачей ему всех губернских контор и почтовых станций на территории  Малороссии. После указа от 27 февраля 1802, согласно которому Малороссийская губерния разделялась на Полтавскую и Черниговскую, было принято решение о переносе части центральных учреждений Малороссийской губернии в Полтаве. Дом Малороссийского почтамта первоначально планировалось построить в Чернигове, но благодаря ходатайству генерал-губернатора князя Алексея Куракина был получено разрешение строить почтамт в Полтаве.
Первоначально дом состоял из главного каменного двухэтажного корпуса с шестиколонным портиком и двух одноэтажных флигелей, выдержанных в стилевых классицистических формах. Губернский почтамт проработал в Полтаве недолго — в 1822 году он был переведён в Чернигов. С 13 декабря 1822 в доме располагалась Первая полтавская мужская гимназия, затем уездное училище и приют для детей обедневших дворян. 6 декабря 1841 дом воспитания бедных дворян был упразднён.
Первая мужская гимназия просуществовала в этом доме до 1861 года, когда для неё построили новый дом. С 1866 года в здании действует Мариинское женское училище 1-го разряда. После 1877 дом перестроен: разобран портик и боковые флигели, зато достроены боковые крылья, фасад декорирован в стиле неоренессанса.
Гимназия была закрыта после установления советской власти в 1919 году. В 1943 году дом сгорел и был восстановлен только в 1960—1963 годах в формах, близких к первоначальным, по проекту архитектора Л. С. Вайнгорта. С 1963 года в здании находился городской комитет коммунистической партии и горком ЛКСМУ.
С 2005 года это «Малая академия искусств имени Г. А. Кириченко». В 2009 году по случаю 200-летия со дня рождения Николая Гоголя на доме также установлена памятная доска с надписью «На этом месте в начале XIX века находилось Полтавское уездное училище, в котором в течение 1818—1819 лет учился всемирно известный мастер художественного слова большой писатель и прославленный мыслитель Николай Васильевич Гоголь».
В настоящее время в здание находится Полтавская академия искусств.